# Fabien De Waele
Fabien De Waele (Oudenaarde, 19 maggio 1975) è un ex ciclista su strada e pistard belga.
Professionista dal 1996 al 2003 era un corridore adatto alle prove in linea, vinse una Japan Cup ed una Freccia del Brabante.
Nel 2001 fu vicecampione del belgio su strada dietro Ludovic Capelle.

## Palmarès

### Strada
- 1995 (Under-23, una vittoria)

Flèche des Barrages
- 1996 (Lotto, due vittorie)

Freccia Fiamminga
Circuit du Hainaut
- 1997 (Lotto, una vittoria)

Japan Cup
- 2001 (Lotto, due vittorie)

1ª tappa Parigi-Nizza (Saint Amand Montrond > Clermont-Ferrand)
1ª tappa Critérium du Dauphiné Libére (Morzine Avoriaz > Bron)
- 2002 (Mapei, una vittoria)

Freccia del Brabante

### Pista
- 1993 (Allievi, due vittorie)

Campionato belgi Inseguimento individuale
Campionato belgi, Corsa a punti
- 1994 (Allievi, una vittoria)

Campionati belgi, Madison (con Frederik Van Hulle)

## Piazzamenti

### Grandi giri
- Tour de France

1999: 108º
2001: non partito (alla 1ª tappa)
2003: ritirato (alla 12ª tappa)

### Classiche monumento
- Milano-Sanremo
- 2001: 148º

- Giro delle Fiandre

2000: 60º
2001: 45º
2002: 80º
2003: 22º
- Parigi-Roubaix

2000: 66º
- Liegi-Bastogne-Liegi

1999: 58º

### Competizioni mondiali
- Campionati del mondo su strada

Benidorm 1992 - Juniores: 17º